# Liste des lois françaises relatives à la mémoire et à l'histoire
Cette liste des lois françaises relatives à la mémoire et à l'histoire recense les textes de lois mémorielles français relatifs à des événements historiques.

## Liste des lois par ordre chronologique
- Loi du 6 juillet 1880 ayant pour objet l'établissement d'une fête nationale[1].
- Loi du 14 avril 1954 consacrant le dernier dimanche d'avril au souvenir des victimes de la déportation et morts dans les camps de concentration du 3e Reich au cours de la guerre 1939-1945[2].
- Loi du 13 juillet 1990 tendant à réprimer tout acte raciste, antisémite ou xénophobe, dite aussi loi Gayssot[3] (loi mémorielle).
- Loi du 18 octobre 1999 relative à la substitution, à l'expression « aux opérations effectuées en Afrique du Nord », de l'expression « à la guerre d'Algérie ou aux combats en Tunisie et au Maroc »[4].
- Loi du 29 janvier 2001 relative à la reconnaissance du génocide arménien de 1915[5] (loi mémorielle).
- Loi du 21 mai 2001 tendant à la reconnaissance de la traite et de l'esclavage en tant que crime contre l'humanité, dite aussi loi Taubira[6] (loi mémorielle).
- Loi du 23 février 2005 portant reconnaissance de la nation et contribution nationale en faveur des Français rapatriés, dite aussi loi Alliot-Marie[7] (loi mémorielle).